# Los Angeles National Cemetery

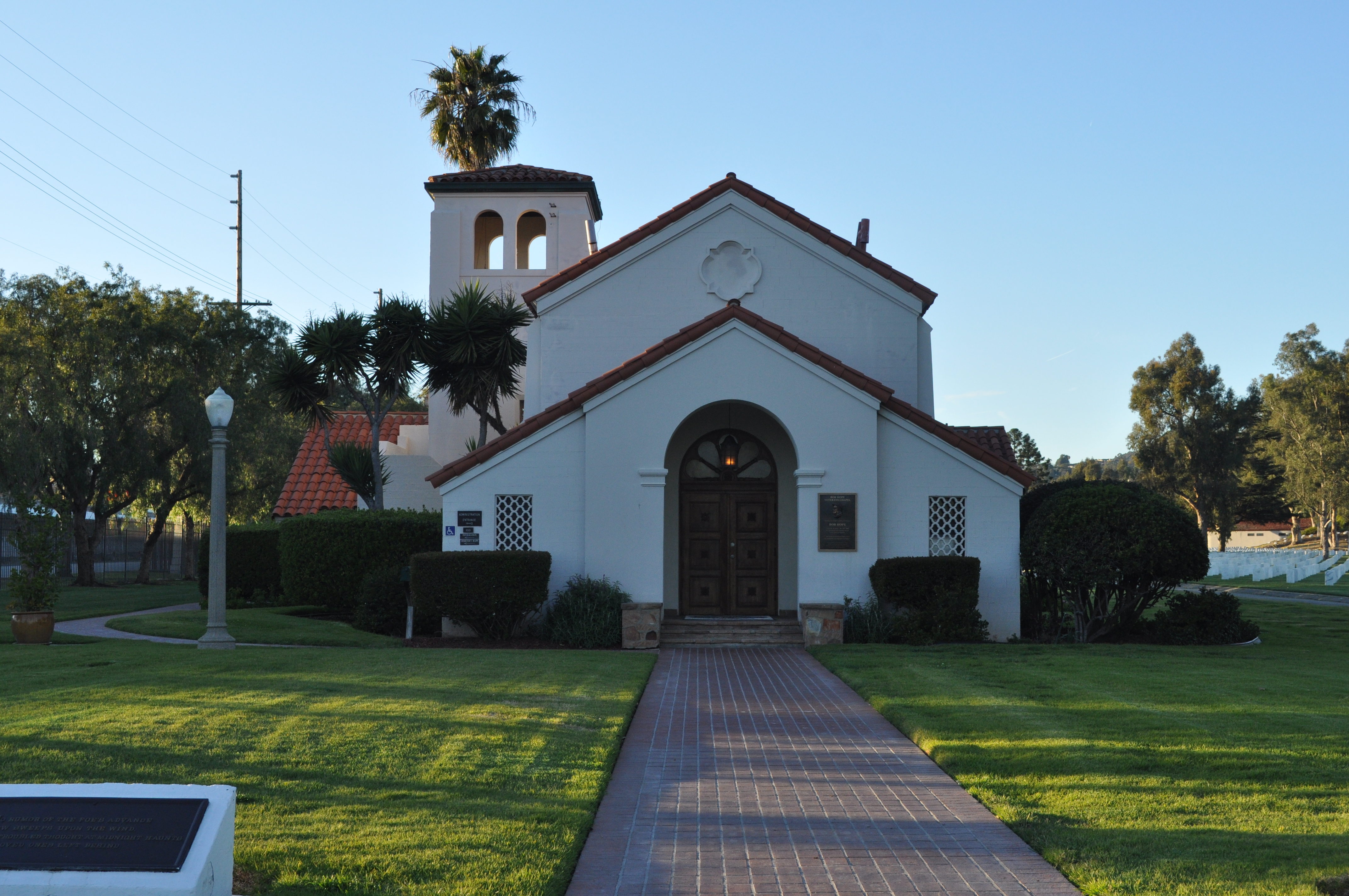
La Bob Hope Veterans Chapel, con una targa in onore di Hope mostrata sul muro vicino all'ingresso della cappella

Il Los Angeles National Cemetery è un cimitero nazionale degli Stati Uniti nella comunità di Sawtelle, nel quartiere di West Los Angeles, nella contea di Los Angeles, in California.

## Geografia
L'ingresso al cimitero si trova al 950 South Sepulveda Boulevard (90049) in Constitution Avenue, vicino all'incrocio tra Sepulveda Boulevard e Wilshire Boulevard. È adiacente a Westwood, Los Angeles e UCLA lungo la parte orientale attraverso Veteran Avenue e al campus principale della Sawtelle Veterans Home attraverso la San Diego Freeway (405) lungo la parte occidentale. Il cimitero fu dedicato il 22 maggio 1889. È direttamente collegato alle strutture centrali della Veterans Home tramite il sottopassaggio di Constitution Avenue sotto l'autostrada.

## Cimitero
Sepolti nei suoi 114 acri (46 ettari) sono veterani di guerra, provenienti da:
- Guerra messico-statunitense
- Guerra di secessione
- Guerra ispano-americana
- Prima guerra mondiale
- Seconda guerra mondiale
- Guerra di Corea
- Guerra in Vietnam
- Guerra in Iraq
- Guerra in Afghanistan[1]

Una cerimonia annuale per commemorare il compleanno di Abraham Lincoln si tiene al cimitero intorno al 12 febbraio. Il programma annuale del Memorial Day del cimitero attira diverse migliaia di partecipanti ogni anno.
La cappella del cimitero è stata ribattezzata Bob Hope Veterans Chapel il 29 maggio 2002, giorno del 99º compleanno di Bob Hope, per "celebrare il suo servizio permanente ai nostri veterani americani."

### Sepolture notevoli

#### Destinatari della Medal of Honor
Quattordici destinatari della Medal of Honor sono sepolti nel cimitero:
- Sergente di Prima Classe (poi Sergente) Chris Carr (medaglia assegnata con il nome di Christos H. Karaberis), (Seconda guerra mondiale), US Army, Company L, 337th Infantry, 85th Infantry Division. Guignola, Italia, 1–2 ottobre 1944